# Chūgan Engetsu
Chūgan Engetsu (中巌円月) (28 janvier 1300 – 9 février 1375), est un poète japonais qui occupe une place éminente dans la littérature des cinq montagnes, littérature en chinois écrite au Japon. 
Chugan réussit à maîtriser ce difficile medium, ce qui peut être interprété comme un indice de la maturation de la poésie et de la prose des « Cinq Montagnes » au Japon. Il est né à Kamakura d'une famille qui prétend descendre de l'empereur Kammu (r. 781-806). À l'âge de huit ans, il entre en tant qu'acolyte dans le prestigieux monastère de la secte Zen Rinzai à Kamakura. À douze ans il est disciple de Dokei. Chugan commence alors sérieusement ses études chinoises, se consacrant au Classique de la piété filiale et aux Analectes. Il quitte le monastère en direction de Kyushu dans l'espoir de voyager en Chine mais n'y parvient pas. Après cette déception, il se rend à Kyoto et rencontre Kokan Shiren (en) (1278–1346), le patriarche reclus. En 1320, ses espoirs de voyager en Chine se concrétisent et il en résulte un voyage d'étude de sept ans, consacré à rencontrer les maîtres et institutions Zen. En 1332, Chugan retourne atterré dans un Japon ravagé par la guerre civile et les troubles en résultant. Il choisit de résider au monastère Nanzenji à Kyoto. En 1339 il est sollicité pour établir le monastère Kisshoji. À partir de ce moment jusqu'à sa mort en 1375, il est à la tête de la plupart des établissements Zen au Japon. Ses écrits reflètent à la fois une préoccupation confucéenne relative aux valeurs sociales et un amour zen de l'ironique et de l'iconoclasme.

## Source
Carpenter, Bruce E., “Clarity and Irony: Chugan Engetsu” in Tezukayama University Review (Tezukayama daigaku ronshū), no. 19, 1978, Tezukayama University, Nara, Japan, pages 1–14. ISSN 0385-7743